# Каменка (приток Великой)
Каменка (разг. Камёнка) — река в России, протекает по Псковской области. Устье реки находится в 5 км по левому берегу реки Великой. Длина реки составляет 10 км.
Исток расположен к северо-востоку от деревни Неёлово-2, юго-восточнее деревни Фёдоровщина. Другой исток (менее протяжённый) находится юго-восточнее деревни Камно. Истоки обильно подпитываются родниками.

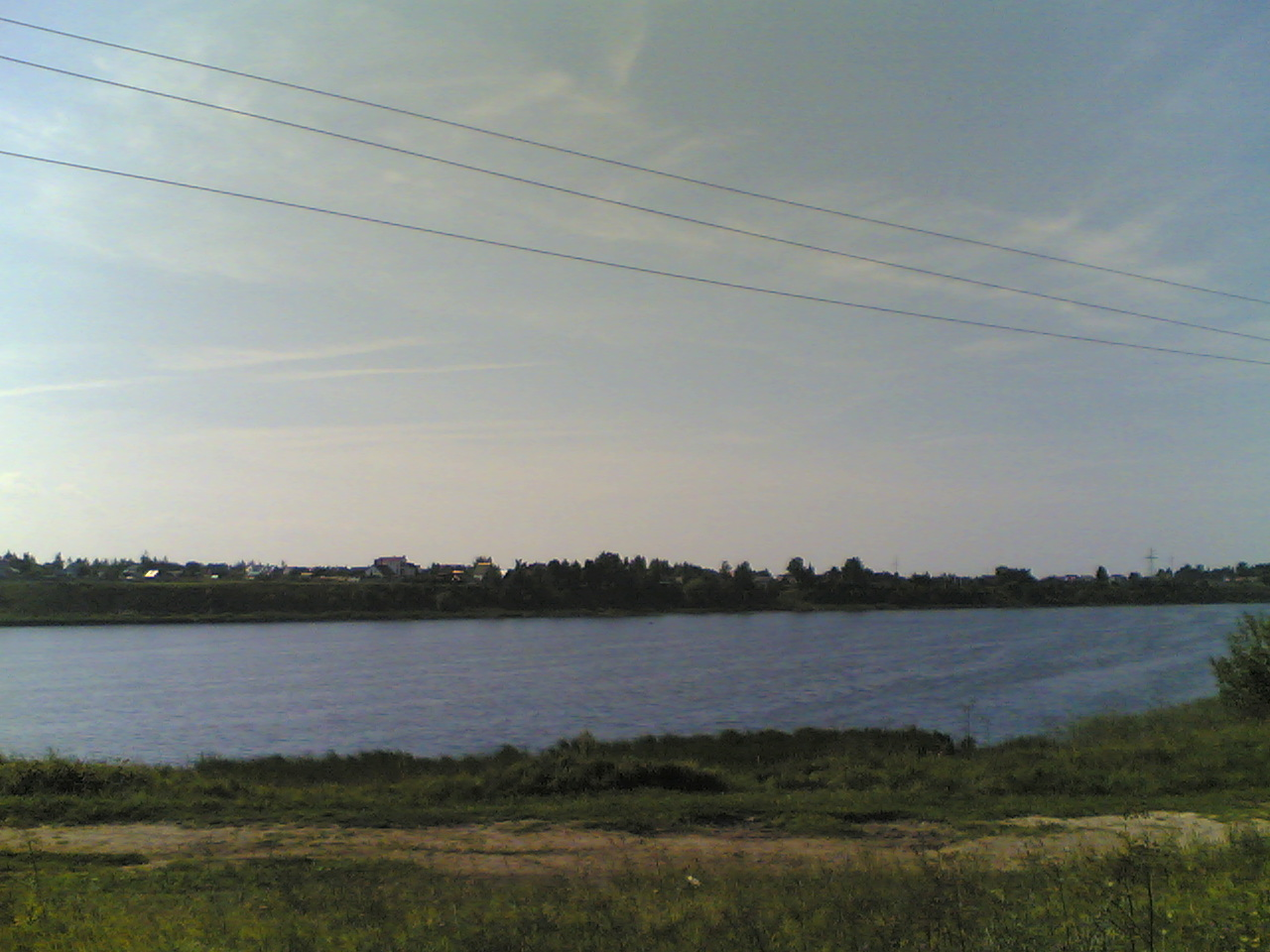
Каменка со стороны д. Гнилуха. На дальнем плане — д. Северик

К северу от Каменки, на полуострове, образованном двумя руслами-истоками реки, находится городище Камно VIII—X веков, имеющее правильную овальную форму и с трёх сторон окружённое широкими оврагами, а с напольной стороны — насыпным оборонительным валом и рвом.

## Данные водного реестра
По данным государственного водного реестра России относится к Балтийскому бассейновому округу, водохозяйственный участок реки — Великая. Относится к речному бассейну реки Нарва (российская часть бассейна).
Код объекта в государственном водном реестре — 01030000212102000029522.